# Lista chorążych reprezentacji Jamajki na igrzyskach olimpijskich
Lista chorążych reprezentacji Jamajki na igrzyskach olimpijskich – lista zawodników i zawodniczek reprezentacji Jamajkę, którzy podczas ceremonii otwarcia nowożytnych igrzysk olimpijskich nieśli flagę Jamajki.

## Chronologiczna lista chorążych
| Lp. | Rok i miejsce        | Chorąży                 | Dyscyplina          |
| --- | -------------------- | ----------------------- | ------------------- |
| 1   | 1952, Helsinki       | Arthur Wint             | Lekkoatletyka       |
| 2   | 1972, Monachium      | Lennox Miller           | Lekkoatletyka       |
| 3   | 1984, Los Angeles    | Bert Cameron            | Lekkoatletyka       |
| 4   | 1988, Calgary        | Dudley Stokes           | Bobsleje            |
| 5   | 1988, Seul           | Merlene Ottey           | Lekkoatletyka       |
| 6   | 1992, Albertville    | Dudley Stokes           | Bobsleje            |
| 7   | 1992, Barcelona      | Merlene Ottey           | Lekkoatletyka       |
| 8   | 1994, Lillehammer    | Chris Stokes            | Bobsleje            |
| 9   | 1996, Atlanta        | Juliet Cuthbert         | Lekkoatletyka       |
| 10  | 1998, Nagano         | Ricky McIntosh          | Bobsleje            |
| 11  | 2000, Sydney         | Deon Hemmings           | Lekkoatletyka       |
| 12  | 2002, Salt Lake City | Winston Watt            | Bobsleje            |
| 13  | 2004, Ateny          | Sandie Richards         | Lekkoatletyka       |
| 14  | 2008, Pekin          | Veronica Campbell-Brown | Lekkoatletyka       |
| 15  | 2010, Vancouver      | Errol Kerr              | Narciarstwo dowolne |
| 16  | 2012, Londyn         | Usain Bolt              | Lekkoatletyka       |
| 49  | 2014, Soczi          | Marvin Dixon            | Bobsleje            |
| 50  | 2016, Rio            | Shelly-Ann Fraser-Pryce | Lekkoatletyka       |